# Årjäng
Årjäng je hlavní sídelní částí (švédsky tätort) stejnojmenné obce Årjäng (pro obec má švédština výraz kommun). Leží v provincii Värmland na jihozápadě Švédska, asi 30 km od hranice s Norskem na severním břehu jezera Västra Silen. Vzdálenost od hlavního města Stockholmu je 340 km, od nejbližšího velkého města Karlstad je Årjäng vzdálen 95 km. 
V roce 2010 žilo v Årjängu 3228 obyvatel.

## Průmysl
Místo je sídlem společnosti Lennartsfors AB, která vyrábí nástroje a zařízení pro práci v lese a mopedy. Jsou zde i podniky, které vyrábějí mobilní telefony a příslušenství pro automobily.